# Jim Gillette
Jim Gillette (1er janvier 1968) est un chanteur, cofondateur du groupe de glam metal Nitro avec Michael Angelo Batio. Dans les années 80, il était membre du groupe Tuff. Lors de ses spectacles, il brisait souvent des verres de cristal à l'aide de sa voix, utilisant un amplificateur audio pour y arriver. Il est marié à la chanteuse Lita Ford. Son unique album solo est Proud to be Loud enregistré en 1987.
En 2011 Lita et lui divorcent.